# Paweł Brylowski
Paweł Brylowski (ur. 29 czerwca 1989 w Kartuzach) – polski kolarz szosowy. W sezonie 2013 zawodnik grupy Bank BGŻ Team.
Największym sukcesem zawodnika jest brązowy medal Mistrzostw Europy na torze w drużynie na 4 km.